# Метрополитен-музей
«Метропо́литен-музей» (англ. The Metropolitan Museum of Art, сокращённо — The Met, букв. — Столичный музей) — один из крупнейших и четвёртый по посещаемости художественный музей мира. Расположен в Нью-Йорке, США.

## История музея
Музей был основан 13 апреля 1870 года группой американских бизнесменов и почитателей искусства (the Union League Club of New York). Он впервые открылся для публики 20 февраля 1872 года. Первым президентом стал Джон Тейлор Джонстон, а исполнительным директором — издатель Джордж Палмер Патнэм. 
Входными билетами ранее служили маленькие круглые разноцветные значки, на каждый день свой цвет (последние годы до отмены цвет каждый день выбирался случайно из 16 вариантов). Значки можно прикрепить к одежде и взять с собой на память, что и делало бесчисленное количество туристов, да и сами жители Нью-Йорка. В 2014 году музей перестал использовать металлические значки и перешёл на наклейки.

## Здание музея

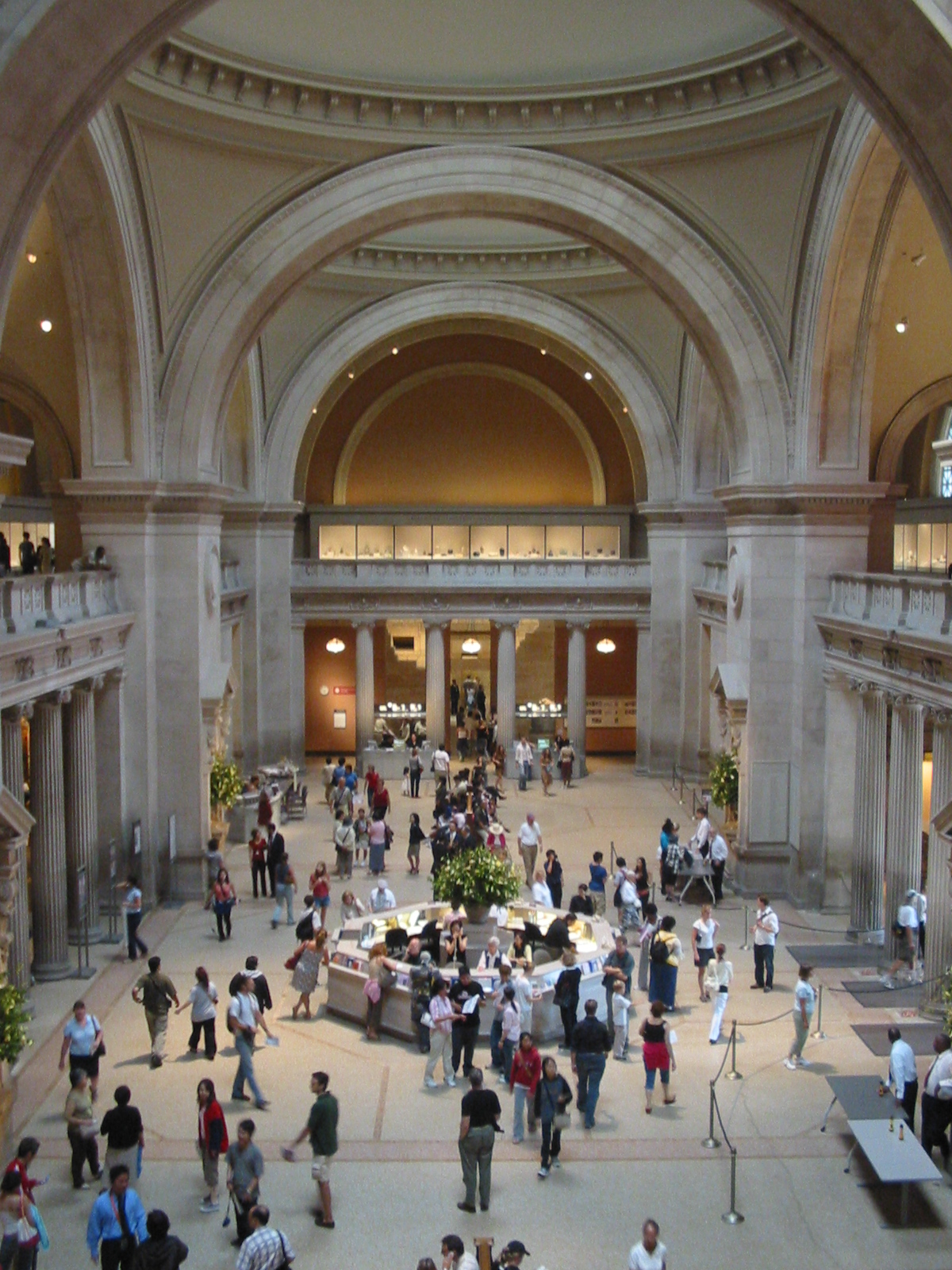
Интерьер

В своё нынешнее здание по адресу Пятая авеню, дом № 1000, спроектированное в стиле бозар американскими архитекторами Калвертом Воксом и Джейкобом Моулдом, музей переехал в 1880 году.

## Коллекция музея
В основу музея легли три частные коллекции — 174 произведения европейской живописи, среди которых были произведения Халса, Ван Дейка, Тьеполо и Пуссена.
Коллекция быстро росла, после смерти Джона Кенсетта во владения музея перешли 38 полотен из его частного собрания. Но только в XX веке музей получил мировую известность. В 1907 году музей приобрёл свою первую картину Огюста Ренуара. Сегодня Метрополитен по праву гордится своей коллекцией импрессионистов и постимпрессионистов. В 1943 году музей получил по завещанию Мейтленд Ф. Григгс две панели кассоне Либерале да Верона (в том числе знаменитых «Шахматистов») на сюжет любовной истории из неотождествлённого рыцарского романа. К 1979 году Метрополитен имел в своей коллекции пять из менее чем 40 полотен, принадлежащих кисти Вермеера. Собрание египетского искусства считается одним из наиболее полных и представительных в мире.
Сегодня в постоянной коллекции находится более двух миллионов произведений искусства. В Метрополитене находится довольно много коллекций разного типа. Чрезвычайно велика коллекция гравюр. Некоторые известные гравюры находятся здесь в нескольких экземплярах и различных вариантах (например, «Игра в китайские шахматы» (1741—1763) — офорт британского гравёра Джона Инграма по рисунку французского художника Франсуа Буше, который изображает китайскую национальную игру в сянци (кит. 象棋, пиньинь xiàngqí)). Среди крупных коллекций фотографий, например, работы Уолкера Эванса, Дианы Арбюс, Альфреда Стиглица и других.
В апреле 2013 года коллекционер Леонард Лаудер пожертвовал музею свою коллекцию из 78 произведений кубизма, в том числе 33 работы Пикассо.
Каждый год музей публикует «Ежегодный отчёт», в котором перечисляются новые приобретения. Музей также издаёт The Metropolitan Museum of Art Bulletin.
В феврале 2017 года музей сделал общедоступными 375 000 оцифрованных изображений художественных работ из своей коллекции. Эти картины и фотографии могут быть свободно использованы как в некоммерческих, так и в коммерческих целях (уровень лицензии Creative Commons 'CC0'). Кроме того, их можно редактировать и использовать как части новых произведений.

### Институт костюма
Институт костюма известен своим ежегодным шоу «Мет Гала», проводящимся в Нью-Йорке.
Музей искусства костюма был основан Эйлин Бернстайн и Айрин Левисон. В 1937 году он вошёл в состав Метрополитен-музея, сменив название на Институт костюма. Сегодня его коллекция составляет более 35 000 костюмов и аксессуаров. Ранее Институту принадлежала галерея в нижней части здания музея, прозванная «фундаментом» (Basement); в настоящее время ввиду хрупкости экспонатов постоянная экспозиция отсутствует. Вместо этого Институт дважды в год устраивает выставки костюмов в галереях Метрополитен-музея, при этом каждая выставка посвящена определённому дизайнеру или теме.
Выставки Института костюма, рассказывающие о таких дизайнерах, как Кристобаль Баленсиага, Коко Шанель, Ив Сен-Лоран, Джанни Версаче, и о таких образцах вкуса, как Диана Вриланд, М. Бисмарк, Б. Пэйли, Дж. Райтсмен, Жаклин Кеннеди, Н. Кемпнер, Айрис Апфель, привлекают в музей большое количество посетителей. Ежегодное шоу «Мет Гала», среди руководителей которого — главный редактор журнала Vogue Анна Винтур, представляет собой крайне популярное, если не уникальное явление в мире моды: так, в 2007 году стартовая цена каждого из 700 доступных билетов составляла 6500 $. Каждая выставка показывает моду как зеркало социальных ценностей и знакомит с историческими стилями, подчёркивая их эволюцию на пути к сегодняшней моде.
Примеры выставок последних десятилетий:
- «Rock Style» (1999), посвящённая стилям более чем 40 рок-музыкантов, включая Мадонну, Дэвида Боуи и The Beatles;
- «Extreme Beauty: The Body Transformed» (2001), которая отражает меняющиеся со временем идеалы физической красоты и способы изменения тела, чтобы соответствовать новой моде;
- «The Chanel Exhibit» (2005), отдающая дань уважения Коко Шанель как одной из величайших дизайнеров в истории;
- «Superheroes: Fashion and Fantasy» (2008), метафорически осмысляющая супергероев как идолов моды;
- «American Woman: Fashioning a National Identity» (2010), знакомящая с революционными изменениями в женской моде США в 1890—1940-х гг. и тем, как они отражали политические и социальные идеи своего времени.

С 14 января 2014 года комплекс Института костюма носит имя Анны Винтур. Куратор Института — Эндрю Болтон.

### Искусство Азии

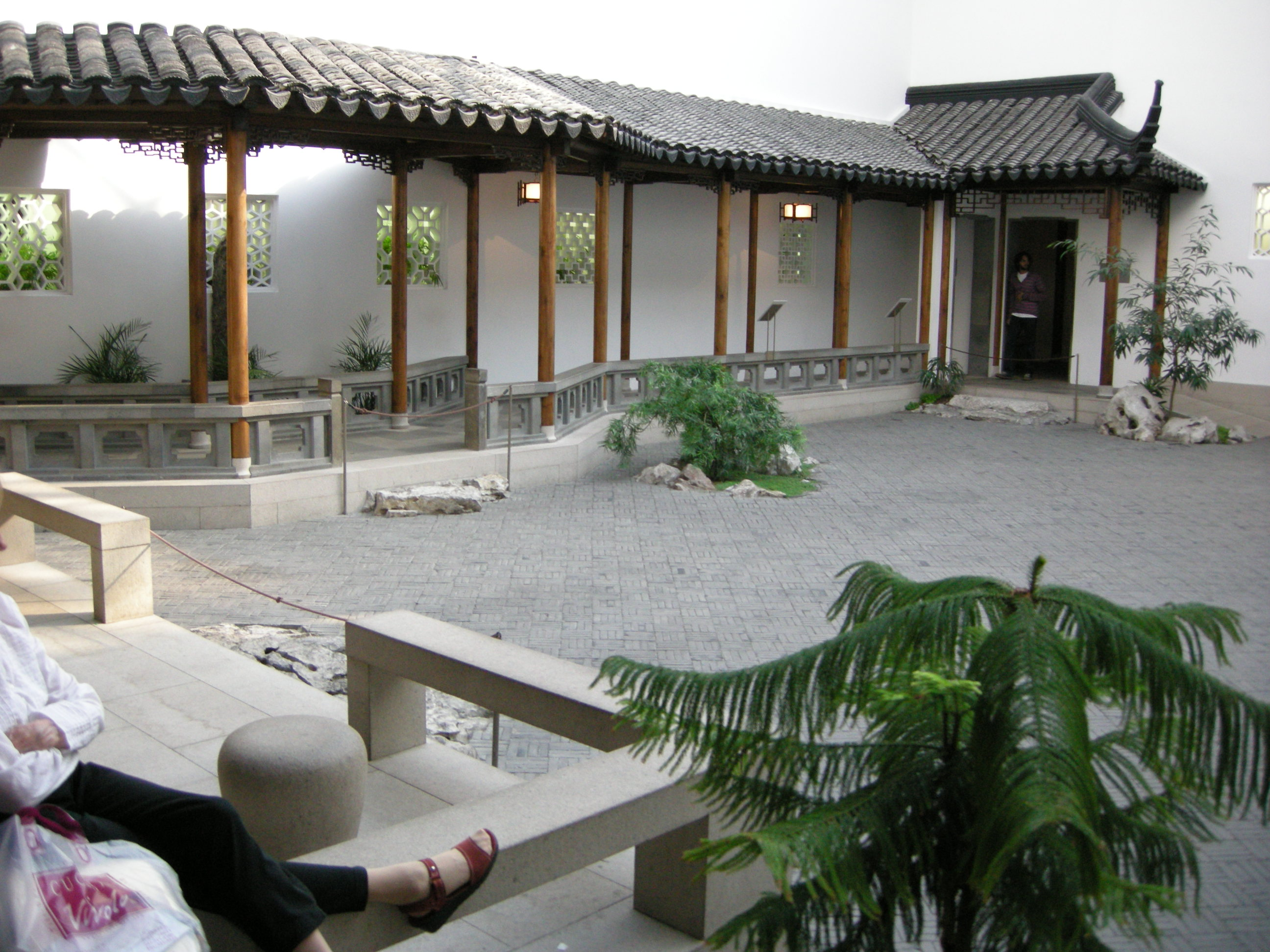
Китайский дворик

Коллекция азиатского отдела музея содержит более 35 000 экспонатов и, возможно, является самой полной в США. Она появилась почти одновременно с самим музеем: среди редкостей, которые филантропы дарили музею, часто были предметы из Азии. Сегодня для этой коллекции отведено отдельное крыло. Она охватывает около 4000 лет истории азиатского искусства; в ней представлены все цивилизации Азии, а также все типы декоративного искусства — от живописи и ксилографии до скульптуры и художественного литья. Кроме произведений искусства и ритуальных предметов, в собрании немало и предметов, созданных для практического применения. Особенно полно в собрании представлены китайская живопись и каллиграфия, а также экспонаты из Непала и Тибета. Отдельно следует отметить дворик с садом в стиле династии Мин, выполненный по образцу Сада мастера сетей в Сучжоу.

### Искусство Африки, Океании и Америки
Впервые Метрополитен-музей приобрёл собрание древних перуанских предметов в 1882 году, но целенаправленное приобретение экспонатов из Африки, Океании и обеих Америк началось только в 1969, когда магнат и филантроп Нельсон Рокфеллер передал музею свою коллекцию, насчитывавшую более 3000 предметов. Сегодня коллекция музея включает более 11 тысяч экспонатов из Чёрной Африки, Америки и с тихоокеанских островов, занимая крыло Рокфеллера площадью 4000 м² в южной части здания музея. В коллекцию входят такие экспонаты, как созданные 40 000 лет назад наскальные рисунки австралийских аборигенов, группа столбов предков высотой 4,6 м, вырезанных из дерева народом асмат, собрание личных и церемониальных предметов знати Бенинского царства, подаренное музею антикваром Клаусом Перлсом. По разнообразию материалов, из которых сделаны экспонаты, отдел бесспорно занимает первое место в музее: древние мастера использовали всё — от драгоценных металлов до игл дикобраза.

### Искусство Древнего Востока
С конца XIX века музей стал приобретать произведения искусства и артефакты Древнего Востока. Первоначально эта коллекция состояла из нескольких клинописных табличек и печатей, а сегодня её объём превышает 7000 экспонатов. Экспозиция охватывает период с позднего неолита до падения державы Сасанидов, включая предметы шумерской, хеттской, сасанидской, ассирийской, вавилонской, эламской и других культур, а также большое число предметов бронзового века. Среди жемчужин коллекции — набор статуй ламассу, охранявших северо-западный дворец ассирийского царя Ашшур-нацир-апала II.

### Оружие и доспехи

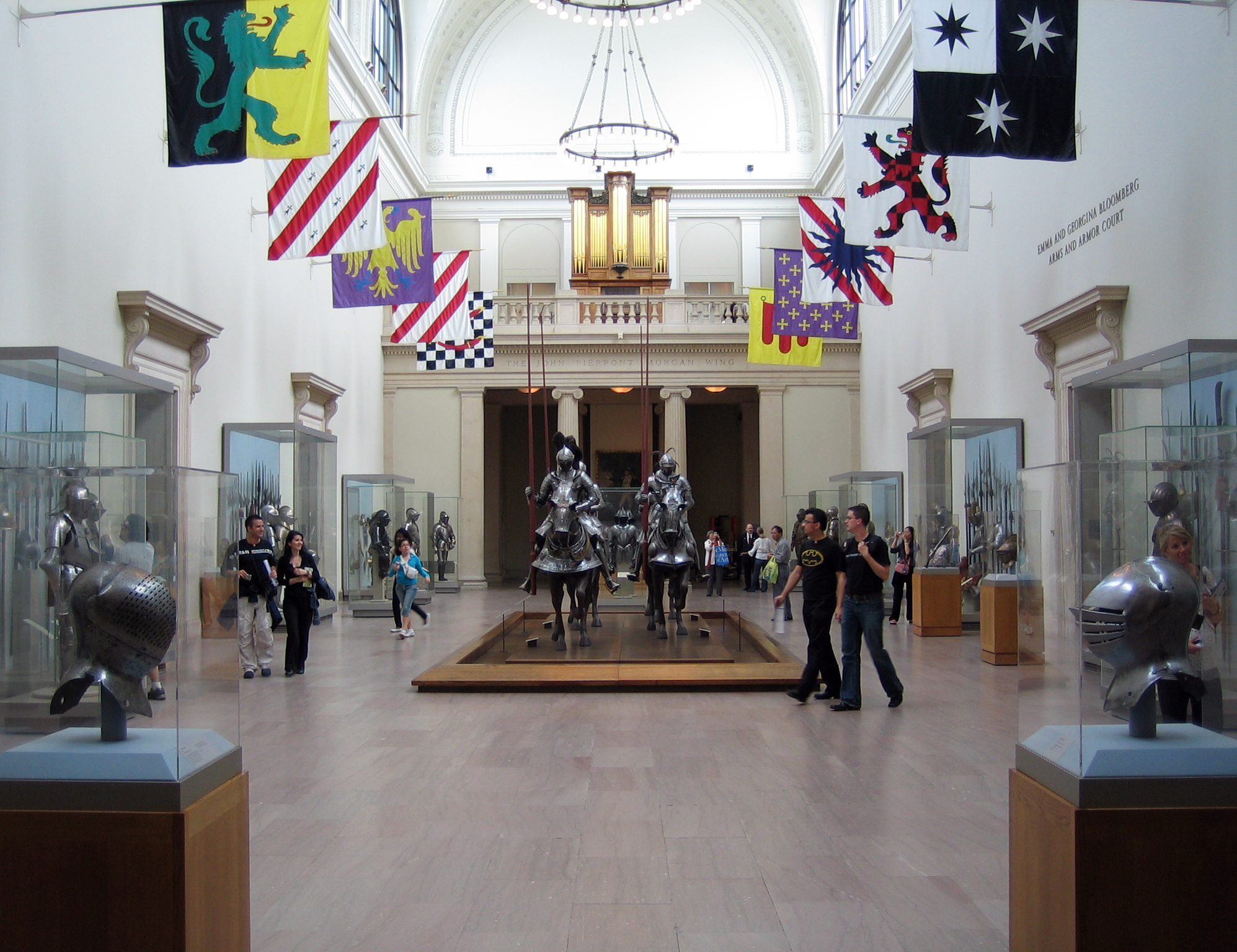
Главный зал отдела оружия и доспехов

Один из самых обширных отделов музея посвящён оружию и доспехам различных времён и культур. Первые экспонаты данной коллекции были приобретены в 1881 году. В 1904 музей купил два крупных собрания европейского и японского оружия, и его коллекция быстро приобрела международную известность; в 1912 был создан отдельный отдел. При входе в его главный зал посетитель прежде всего видит кавалькаду конных рыцарей, как бы скачущих в центре зала. Эта группа фигур была установлена в 1975 году благодаря помощи исследователя русского происхождения и специалиста по истории холодного оружия, Леонида Тарасюка (1925—1990). В экспозиции внимание уделяется прежде всего мастерскому исполнению экспонатов, поэтому немалую долю среди них составляют парадные и декоративные предметы. Наиболее широко представлены предметы европейского Средневековья и Японии V—XIX веков, однако в целом отдел занимает практически первое место по охвату регионов мира — в нём присутствуют оружие и доспехи из Древнего Египта, Греции, Рима, с Ближнего Востока, из Африки, Океании и обеих Америк, а также коллекция американского огнестрельного оружия (в частности, кольтов) XIX—XX вв. Среди экспонатов есть доспехи XV—XVI веков из Ирана и Анатолии, а также украшенное самоцветами оружие из Османской империи и державы Великих Моголов. Объём коллекции — около 14 тысяч предметов; среди них много вещей, которыми пользовались особы королевской крови, включая доспехи короля Англии Генриха VIII, короля Франции Генриха II и императора Фердинанда.

## Музейные отделы
В настоящее время в Метрополитене действуют отделы (curatorial departments):
| - Американского декоративного искусства - Американской живописи и скульптуры - Древнего ближневосточного искусства - Оружия и доспехов - Искусства Африки, Океании и Америки - Искусства Азии - Средневековая Галерея (The Cloisters) - Институт костюма - Рисунков и литографий - Древнеегипетского искусства | - Европейской живописи - Европейской скульптуры и декоративного искусства - Древнегреческого и римского искусства - Искусства ислама - Коллекция Роберта Лемана - Библиотеки - Средневекового искусства - Современного искусства - Музыкальных инструментов - Фотографии |

Помимо этих постоянных экспозиций, есть несколько залов для проведения временных выставок.

## В массовой культуре
С музеем связан сюжет детского детектива Э. Конигсбург «Из архива миссис Базиль Э. Франквайлер, самого запутанного в мире».
Сюжет фильма Афера Томаса Крауна (фильм, 1999) разворачивается в стенах музея.